# Élections législatives kiribatiennes de 2020
Des élections législatives ont lieu les 14 et 21 avril 2020 aux Kiribati afin de renouveler 44 des 46 membres de son assemblée, la Maneaba ni Maungatabu.

## Partis politiques et contexte

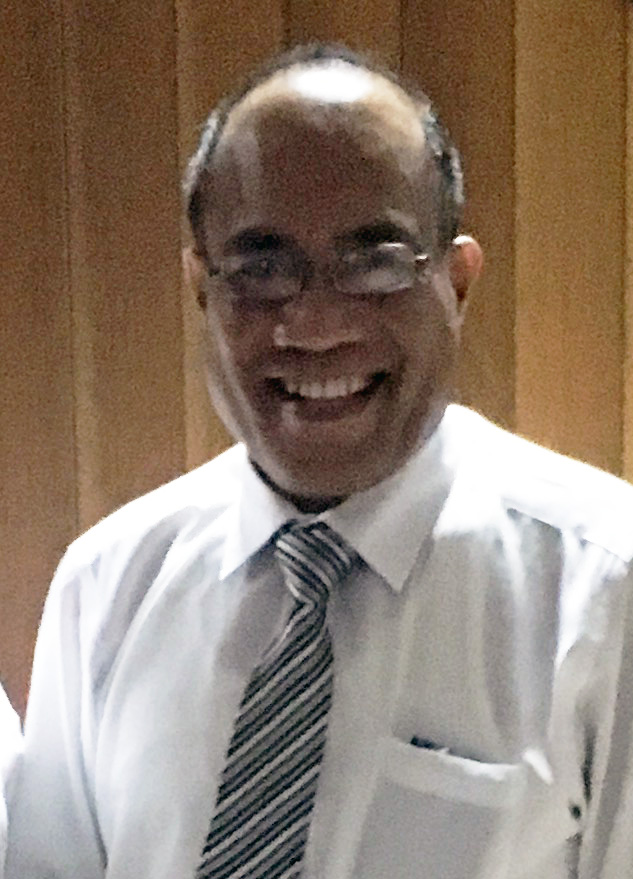
Le président Taneti Maamau.

Les élections législatives de 2015-2016 sont remportées par le parti Boutokaan te koaua (« les Piliers de la Vérité ») au pouvoir, mais c'est Taneti Maamau, le candidat du parti Tobwaan Kiribati (« Étreindre les Kiribati »), qui est élu président de la République par les citoyens en mars 2016. Des députés du BTK changent alors de camp pour rejoindre le parti du président.
Le 20 septembre 2019, le gouvernement rompt les relations diplomatiques des Kiribati avec la République de Chine (Taïwan) et reconnaît la République populaire de Chine. Le 27 septembre, l'opposition organise une manifestation de protestation à Tarawa, et le chef de l'opposition (BTK), Titabu Tabane, promet de rétablir les relations avec Taïwan s'il remporte l'élection présidentielle début 2020. Lorsque l'Assemblée législative siège le 4 novembre, pour la première fois depuis ce changement d'orientation diplomatique, le gouvernement de Taneti Maamau est privé de majorité parlementaire : Certains de ses députés ont formé un nouveau parti d'opposition, Kiribati d'abord (Kiribati Moa en gilbertin), mené par Banuera Berina, ancien président de Tobwaan Kiribati. Le parti Tobwaan Kiribati ne dispose plus que de vingt sièges sur quarante-six. Le BTK en a treize, et le parti Kiribati d'abord treize également.
Le gouvernement reporte alors le vote du budget, décision qui entraîne la démission du ministre des Finances, Natan Teewe. Le gouvernement bloque deux tentatives de mise à l'ordre du jour d'une motion de censure le 31 octobre, ce qui pousse l'opposition à déposer un recours devant la Cour suprême des Kiribati. Cette dernière juge le 12 novembre que les actions du gouvernement sont invalides, et que la motion de censure doit avoir lieu à la demande des députés. Le même jour, l'Assemblée rejette le budget. Deux jours plus tard le président de l'Assemblée, Tebuai Uaai, déclare subitement close la dernière session parlementaire avant les élections législatives à venir. Cette clôture de la session empêche l'Opposition de déposer à l'Assemblée une nouvelle motion de censure visant à destituer le gouvernement.
Initialement fixé au 7 avril, le premier tour est reporté fin mars d'une semaine, en raison des mesures d'urgence prises par le gouvernement dans le cadre de la lutte contre la pandémie de Covid-19,,. Les Kiribati sont à cette date l'un des rares pays au monde où le virus ne soit pas entré, et ont fermé leurs frontières, mais le système de santé du pays ne serait pas à même de faire face. La densité de la population dans des conditions parfois peu salubres à Tarawa-Sud, la capitale, ainsi que la forte proportion de maladies pulmonaires et cardiaques et de diabètes rendent beaucoup de Gilbertins particulièrement vulnérables et font craindre une propagation importante du coronavirus s'il venait à infecter certains habitants,.

## Système électoral

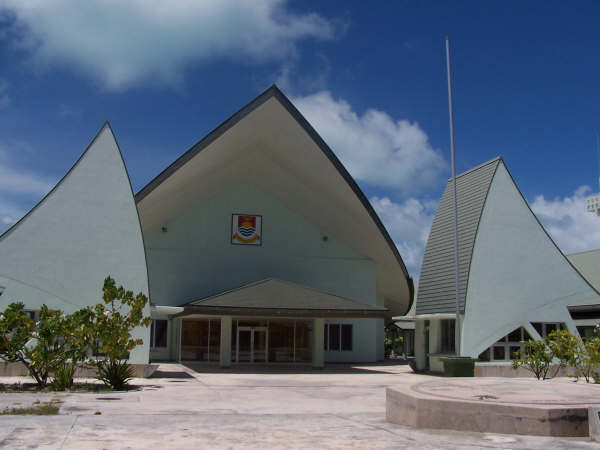
Le siège du parlement à Ambo.

Les Kiribati sont dotés d'un parlement unicaméral appelée Maneaba ni Maungatabu (littéralement « Maison commune de la montagne sacrée »), renouvelée tous les quatre ans. Cette assemblée est composée d'un total de 46 membres, dont 44 sont élus au scrutin direct selon une variante du scrutin uninominal majoritaire à deux tours dans des circonscriptions de 1 à 3 sièges. Sept d'entre elles n'ont qu'un seul sièges à pourvoir, onze en ont deux, et cinq autres en ont trois.
Les électeurs sont ainsi munis d'autant de voix que de sièges à pourvoir dans leurs circonscription, et peuvent les répartir aux candidats de leurs choix. Au premier tour, les candidats des circonscriptions uninominales sont élus selon la forme classique de ce mode de scrutin : un candidat est élu s'il recueille la majorité absolue. À défaut, un second tour est organisé entre les deux candidats arrivés en tête, et celui réunissant le plus de suffrages est élu.
Dans les circonscriptions de deux ou trois sièges, cependant, les candidats doivent pour être élus arriver en tête et recueillir seuls au moins 25 % des suffrages. S'il reste des sièges à pourvoir passé le premier tour, un second est organisé entre les candidats arrivés en tête, à raison d'autant de candidats que de sièges, plus deux. Le ou les candidats arrivés en tête sont alors élus.
Enfin, un membre est élu au suffrage indirect par le Conseil des chefs de la communauté banaba de l'île de Rabi, tandis que le Procureur général devient membre ex officio s'il n'est pas déjà député, portant le total des membres de l'assemblée à 46. Le président de l'assemblée est quant à lui désigné en dehors des membres de cette dernière. N'étant pas député, il ne participe pas aux votes.

## Candidats
Il y a cent-dix-huit candidats, dont sept femmes. Parmi elles, Tessie Lambourne, ambassadrice des Kiribati à Taïwan jusqu'à la rupture des relations diplomatiques gilbertines avec ce pays.

## Résultats

### Résultats nationaux
| Partis                    | Partis                               | Premier tour                         | Premier tour                         | Premier tour                         | Second tour                          | Second tour                          | Second tour                          | Total Sièges | +/–           |
| Partis                    | Partis                               | Votes                                | %                                    | Sièges                               | Votes                                | %                                    | Sièges                               | Total Sièges | +/–           |
| ------------------------- | ------------------------------------ | ------------------------------------ | ------------------------------------ | ------------------------------------ | ------------------------------------ | ------------------------------------ | ------------------------------------ | ------------ | ------------- |
|                           | Kiribati d'abord (KM)                |                                      |                                      |                                      |                                      |                                      |                                      | 24           | 11            |
|                           | Tobwaan Kiribati (TKP)               |                                      |                                      |                                      |                                      |                                      |                                      | 12           | 8             |
|                           | Boutokaan te koaua (BTK)             |                                      |                                      |                                      |                                      |                                      |                                      | 8            | 5             |
|                           | Indépendants                         |                                      |                                      |                                      |                                      |                                      |                                      | 0            | 1             |
|                           | Élu par le Conseil des chefs         | Élu par le Conseil des chefs         | Élu par le Conseil des chefs         | Élu par le Conseil des chefs         | Élu par le Conseil des chefs         | Élu par le Conseil des chefs         | Élu par le Conseil des chefs         | 1            | en stagnation |
|                           | Procureur général, membre ex officio | Procureur général, membre ex officio | Procureur général, membre ex officio | Procureur général, membre ex officio | Procureur général, membre ex officio | Procureur général, membre ex officio | Procureur général, membre ex officio | 1            | en stagnation |
|                           |                                      |                                      |                                      |                                      |                                      |                                      |                                      |              |               |
| Votes valides             | Votes valides                        | 38 389                               | 99,85                                |                                      | 27 171                               | 99,88                                |                                      |              |               |
| Votes blancs et invalides | Votes blancs et invalides            | 56                                   | 0,15                                 | 32                                   | 0,12                                 |                                      |                                      |              |               |
| Total                     | Total                                | 38 445                               | 100                                  | 23                                   | 27 203                               | 100                                  | 21                                   | 46           | en stagnation |
| Abstention                | Abstention                           | 5 826                                | 13,16                                |                                      | 3 750                                | 12,12                                |                                      |              |               |
| Inscrits/Participation    | Inscrits/Participation               | 44 271                               | 86,84                                | 30 953                               | 87,88                                |                                      |                                      |              |               |

### Analyse et suites
Le nouveau parti d'opposition Kiribati d'abord (KM) remporte une courte majorité absolue des sièges. Le parti présidentiel (Tobwaan Kiribati) ne dispose plus que de douze sièges.
À la mi-mai, le BTK et Kiribati d'abord s'assemblent en un nouveau parti s'appelant Boutokaan Kiribati Moa (BKM) et présidé par Tessie Lambourne. Au 22 mai, lorsque la nouvelle assemblée siège pour la première fois, une dizaine de députés d'opposition ont rejoint le parti Tobwaan Kiribati, qui dispose ainsi de vingt-deux sièges, le BKM en ayant vingt-deux également,.

### Résultats par circonscription
Les résultats sont les suivants,.
Makin
| Député sortant | Député sortant | Parti | Fonctions | Sortant se représente ? | Élu | Élu         | Parti | Parti au 22 mai | Parti au 22 mai |
| -------------- | -------------- | ----- | --------- | ----------------------- | --- | ----------- | ----- | --------------- | --------------- |
|                | James Taom     | TK    |           | oui                     |     | James Taom  | TK    |                 | TK              |
|                | Pinto Katia    | BTK   |           | oui                     |     | Pinto Katia | BTK   |                 | BKM             |

unique tour :
| Candidat      | Voix | Pourcentage | Changement par rapport à 2016 | Résultat |
| ------------- | ---- | ----------- | ----------------------------- | -------- |
| James Taom    | 798  |             |                               | réélu    |
| Pinto Katia   | 786  |             |                               | réélu    |
| Karea Baireti | ?    |             |                               |          |

Butaritari
| Député sortant | Député sortant  | Parti | Fonctions                                       | Sortant se représente ? | Élu | Élu             | Parti | Parti au 22 mai | Parti au 22 mai |
| -------------- | --------------- | ----- | ----------------------------------------------- | ----------------------- | --- | --------------- | ----- | --------------- | --------------- |
|                | Alexander Teabo | TK    | ministre de l'Environnement et de l'Agriculture | oui                     |     | Alexander Teabo | TK    |                 | TK              |
|                | Tinian Reiher   | KM    |                                                 | oui                     |     | Tinian Reiher   | KM    |                 | BKM             |

unique tour :
| Candidat        | Voix | Pourcentage | Changement par rapport à 2016 | Résultat |
| --------------- | ---- | ----------- | ----------------------------- | -------- |
| Tinian Reiher   | 932  |             |                               | réélu    |
| Alexander Teabo | 756  |             |                               | réélu    |
| Koria Tamuera   | ?    |             |                               |          |

Marakei
| Député sortant | Député sortant   | Parti | Fonctions                                                  | Sortant se représente ? | Élu | Élu               | Parti | Parti au 22 mai | Parti au 22 mai |
| -------------- | ---------------- | ----- | ---------------------------------------------------------- | ----------------------- | --- | ----------------- | ----- | --------------- | --------------- |
|                | Ruateki Tekaiara | TK    | ministre des Infrastructures et des Energies renouvelables | oui                     |     | Ruateki Tekaiara  | TK    |                 | TK              |
|                | Iotebwa Tebau    | TK    |                                                            | oui                     |     | Moannata Ientaake | KM    |                 | TK              |

unique tour :
| Candidat          | Voix | Pourcentage | Changement par rapport à 2016 | Résultat        |
| ----------------- | ---- | ----------- | ----------------------------- | --------------- |
| Ruateki Tekaiara  | 869  |             |                               | réélu           |
| Moannata Ientaake | 644  |             |                               | élu             |
| Ioane Namoriki    | ?    |             |                               |                 |
| Ioteba Tebau      | ?    |             |                               | battu (sortant) |
| Patrick Tatireta  | ?    |             |                               |                 |

Abaiang
| Député sortant | Député sortant | Parti | Fonctions                                                                              | Sortant se représente ? | Élu | Élu              | Parti | Parti au 22 mai | Parti au 22 mai |
| -------------- | -------------- | ----- | -------------------------------------------------------------------------------------- | ----------------------- | --- | ---------------- | ----- | --------------- | --------------- |
|                | Teuea Toatu    | TK    | vice-président de la République ; ministre des Finances et du Développement économique | oui                     |     | Teuea Toatu      | TK    |                 | TK              |
|                | Tekena Tiiroa  | TK    |                                                                                        | oui                     |     | Betero Atanibora | KM    |                 | TK              |
|                | Kautu Tenaua   | BTK   |                                                                                        | oui                     |     | Kautu Tenaua     | BTK   |                 | BKM             |

1er tour :
| Candidat            | Voix  | Pourcentage | Changement par rapport à 2016 | Résultat   |
| ------------------- | ----- | ----------- | ----------------------------- | ---------- |
| Teuea Toatu         | 1 114 |             |                               | ballottage |
| Tekena Tiiroa       | 1 060 |             |                               | ballottage |
| Betero Atanibora    | 945   |             |                               | ballottage |
| Kautu Tenaua        | 899   |             |                               | ballottage |
| Arimaere Tambwereti | 508   |             |                               | ballottage |

2d tour :
| Candidat            | Voix  | Pourcentage | Changement par rapport à 2016 | Résultat        |
| ------------------- | ----- | ----------- | ----------------------------- | --------------- |
| Teuea Toatu         | 1 128 |             |                               | réélu           |
| Kautu Tenaua        | 1 025 |             |                               | réélu           |
| Betero Atanibora    | 974   |             |                               | élu             |
| Tekena Tiiroa       | ?     |             |                               | battu (sortant) |
| Arimaere Tambwereti | ?     |             |                               |                 |

Tarawa-Nord
| Député sortant | Député sortant  | Parti | Fonctions | Sortant se représente ? | Élu | Élu                   | Parti | Parti au 22 mai | Parti au 22 mai |
| -------------- | --------------- | ----- | --------- | ----------------------- | --- | --------------------- | ----- | --------------- | --------------- |
|                | Atarake Nataara | TK    |           | oui                     |     | Harry Tekaiti         | KM    |                 | BKM             |
|                | Boutu Bateriki  | BTK   |           | oui                     |     | Boutu Bateriki        | BTK   |                 | TK              |
|                | Emile Schutz    | BTK   |           | oui                     |     | Terieta Mwemwenikeaki | KM    |                 | BKM             |

1er tour :
| Candidat              | Voix  | Pourcentage | Changement par rapport à 2016 | Résultat   |
| --------------------- | ----- | ----------- | ----------------------------- | ---------- |
| Harry Tekaiti         | 1 568 |             |                               | ballottage |
| Atarake Nataara       | 841   |             |                               | ballottage |
| Terieta Mwemwenikeaki | 826   |             |                               | ballottage |
| Boutu Bateriki        | 777   |             |                               | ballottage |
| Emile Schutz          | 771   |             |                               | ballottage |
| Baraam Teteake        | ?     |             |                               |            |
| Maiaa Iona            | ?     |             |                               |            |
| Nabuti Mwemwenikarawa | ?     |             |                               |            |
| Taitii Waitie         | ?     |             |                               |            |
| Teiraoi Tetabae       | ?     |             |                               |            |

2d tour :
| Candidat              | Voix  | Pourcentage | Changement par rapport à 2016 | Résultat        |
| --------------------- | ----- | ----------- | ----------------------------- | --------------- |
| Harry Tekaiti         | 1 718 |             |                               | élu             |
| Terieta Mwemwenikeaki | 1 308 |             |                               | élu             |
| Boutu Bateriki        | 1 197 |             |                               | réélu           |
| Atarake Nataara       | ?     |             |                               | battu (sortant) |
| Emile Schutz          | ?     |             |                               | battu (sortant) |

Tarawa-Sud
| Député sortant | Député sortant | Parti | Fonctions                                                                | Sortant se représente ? | Élu | Élu            | Parti | Parti au 22 mai | Parti au 22 mai |
| -------------- | -------------- | ----- | ------------------------------------------------------------------------ | ----------------------- | --- | -------------- | ----- | --------------- | --------------- |
|                | Taoaba Kaiea   | TK    | ministre des Femmes, de la Jeunesse, des Sports et des Affaires sociales | oui                     |     | Taoaba Kaiea   | TK    |                 | TK              |
|                | Shiu Fung Jong | BTK   |                                                                          | oui                     |     | Shiu Fung Jong | BTK   |                 | BKM             |
|                | Kourabi Nenem  | KM    |                                                                          | oui                     |     | Taabeta Teakai | KM    |                 | TK              |

1er tour :
| Candidat            | Voix  | Pourcentage | Changement par rapport à 2016 | Résultat   |
| ------------------- | ----- | ----------- | ----------------------------- | ---------- |
| Shiu Fung Jong      | 3 202 |             |                               | ballottage |
| Taoaba Kaiea        | 2 846 |             |                               | ballottage |
| Taabeta Teakai      | 2 828 |             |                               | ballottage |
| Kourabi Nenem       | 1 686 |             |                               | ballottage |
| Baantarawa Ietimeta | 1 213 |             |                               | ballottage |
| Barry Naware        | ?     |             |                               |            |
| Beniera Kaitia      | ?     |             |                               |            |
| Eritoa Kookia       | ?     |             |                               |            |
| Mareko Tofinga      | ?     |             |                               |            |
| Nokite Abiteti      | ?     |             |                               |            |
| Semilota Finauga    | ?     |             |                               |            |
| Tabuia Taboree      | ?     |             |                               |            |
| Takaria Ubwaitoi    | ?     |             |                               |            |
| Teimarawa Itakara   | ?     |             |                               |            |
| Tekeeua Kauongo     | ?     |             |                               |            |
| Tirikai Tiraim      | ?     |             |                               |            |

2d tour :
| Candidat            | Voix  | Pourcentage | Changement par rapport à 2016 | Résultat        |
| ------------------- | ----- | ----------- | ----------------------------- | --------------- |
| Taabeta Teakai      | 4 180 |             |                               | élue            |
| Shiu Fung Jong      | 4 081 |             |                               | réélue          |
| Taoaba Kaiea        | 3 092 |             |                               | réélu           |
| Kourabi Nenem       | ?     |             |                               | battu (sortant) |
| Baantarawa Ietimeta | ?     |             |                               |                 |

Betio
| Député sortant | Député sortant  | Parti | Fonctions            | Sortant se représente ? | Élu | Élu             | Parti | Parti au 22 mai | Parti au 22 mai |
| -------------- | --------------- | ----- | -------------------- | ----------------------- | --- | --------------- | ----- | --------------- | --------------- |
|                | Ioteba Redfern  | TK    | ministre de l'Emploi | oui                     |     | Ioteba Redfern  | TK    |                 | TK              |
|                | Tangariki Reete | BTK   |                      | oui                     |     | Tinte Itinteang | KM    |                 | TK              |
|                | Tebao Awerika   |       | TK                   | oui                     |     | Tebao Awerika   | TK    |                 | TK              |

1er tour :
| Candidat         | Voix  | Pourcentage | Changement par rapport à 2016 | Résultat   |
| ---------------- | ----- | ----------- | ----------------------------- | ---------- |
| Tinte Itinteang  | 2 111 |             |                               | ballottage |
| Tebao Awerika    | 1 519 |             |                               | ballottage |
| Ioteba Redfern   | 1 473 |             |                               | ballottage |
| Tangariki Reete  | 1 252 |             |                               | ballottage |
| Martin Tofinga   | 1 153 |             |                               | ballottage |
| John Tokaibure   | ?     |             |                               |            |
| Kianteata Teabo  | ?     |             |                               |            |
| Rutiano Benetito | ?     |             |                               |            |
| Susan Tebaau     | ?     |             |                               |            |
| Toani Benson     | ?     |             |                               |            |

2d tour :
| Candidat        | Voix  | Pourcentage | Changement par rapport à 2016 | Résultat          |
| --------------- | ----- | ----------- | ----------------------------- | ----------------- |
| Tinte Itinteang | 2 352 |             |                               | élu               |
| Ioteba Redfern  | 2 042 |             |                               | réélu             |
| Tebao Awerika   | 1 993 |             |                               | réélu             |
| Tangariki Reete | ?     |             |                               | battue (sortante) |
| Martin Tofinga  |       |             |                               | ?                 |

Maiana
| Député sortant | Député sortant | Parti | Fonctions               | Sortant se représente ? | Élu | Élu               | Parti | Parti au 22 mai | Parti au 22 mai |
| -------------- | -------------- | ----- | ----------------------- | ----------------------- | --- | ----------------- | ----- | --------------- | --------------- |
|                | David Collins  | TK    | ministre de l'Éducation | oui                     |     | Koraubati Remuera | KM    |                 | BKM             |
|                | Kaure Baabo    | BTK   |                         | oui                     |     | Vincent Tong      | KM    |                 | BKM             |

1er tour :
| Candidat          | Voix | Pourcentage | Changement par rapport à 2016 | Résultat   |
| ----------------- | ---- | ----------- | ----------------------------- | ---------- |
| Koraubati Remuera | 705  |             |                               | élu        |
| Vincent Tong      | 475  |             |                               | ballottage |
| David Collins     | 372  |             |                               | ballottage |
| Kaure Baabo       | 326  |             |                               | ballottage |

2d tour :
| Candidat      | Voix | Pourcentage | Changement par rapport à 2016 | Résultat        |
| ------------- | ---- | ----------- | ----------------------------- | --------------- |
| Vincent Tong  | 498  |             |                               | élu             |
| David Collins | ?    |             |                               | battu (sortant) |
| Kaure Baabo   | ?    |             |                               | battu (sortant) |

Kuria
| Député sortant | Député sortant | Parti | Fonctions                      | Sortant se représente ? | Élu | Élu            | Parti | Parti au 22 mai | Parti au 22 mai |
| -------------- | -------------- | ----- | ------------------------------ | ----------------------- | --- | -------------- | ----- | --------------- | --------------- |
|                | Banuera Berina | KM    | chef du parti Kiribati d'abord | oui                     |     | Banuera Berina | KM    |                 | BKM             |

unique tour :
| Candidat       | Voix | Pourcentage | Changement par rapport à 2016 | Résultat |
| -------------- | ---- | ----------- | ----------------------------- | -------- |
| Banuera Berina | 344  |             |                               | réélu    |
| Ian Inatio     | ?    |             |                               |          |
| Tom Murdoch    | ?    |             |                               |          |

Aranuka
| Député sortant | Député sortant | Parti | Fonctions | Sortant se représente ? | Élu | Élu           | Parti | Parti au 22 mai | Parti au 22 mai |
| -------------- | -------------- | ----- | --------- | ----------------------- | --- | ------------- | ----- | --------------- | --------------- |
|                | Tianeti Ioane  | BTK   |           | oui                     |     | Martin Moreti | KM    |                 | TK              |

unique tour :
| Candidat        | Voix | Pourcentage | Changement par rapport à 2016 | Résultat        |
| --------------- | ---- | ----------- | ----------------------------- | --------------- |
| Martin Moreti   | 346  |             |                               | élu             |
| Amberoti Nikora | ?    |             |                               |                 |
| Tianeti Ioane   | ?    |             |                               | battu (sortant) |

Abemama
| Député sortant | Député sortant   | Parti | Fonctions                                                                    | Sortant se représente ? | Élu | Élu              | Parti | Parti au 22 mai | Parti au 22 mai |
| -------------- | ---------------- | ----- | ---------------------------------------------------------------------------- | ----------------------- | --- | ---------------- | ----- | --------------- | --------------- |
|                | Natan Teewe      | TK    | ministre de la Justice                                                       | oui                     |     | Tessie Lambourne | KM    |                 | BKM             |
|                | Willie Tokataake | TK    | ministre de l'Information, des Communications, des Transports et du Tourisme | oui                     |     | Willie Tokataake | TK    |                 | TK              |

unique tour :
| Candidat         | Voix | Pourcentage | Changement par rapport à 2011 | Résultat        |
| ---------------- | ---- | ----------- | ----------------------------- | --------------- |
| Tessie Lambourne | 756  |             |                               | élue            |
| Willie Tokataake | 778  |             |                               | réélu           |
| Natan Teewe      | ?    |             |                               | battu (sortant) |
| Tawaia Aukitino  | ?    |             |                               |                 |

Nonouti
| Député sortant | Député sortant  | Parti | Fonctions | Sortant se représente ? | Élu | Élu             | Parti | Parti au 22 mai | Parti au 22 mai |
| -------------- | --------------- | ----- | --------- | ----------------------- | --- | --------------- | ----- | --------------- | --------------- |
|                | Ieremia Tabai   | BTK   |           | oui                     |     | Ieremia Tabai   | BTK   |                 | BKM             |
|                | Bonteman Tabera | KM    |           | oui                     |     | Bonteman Tabera | KM    |                 | BKM             |

1er tour :
| Candidat        | Voix | Pourcentage | Changement par rapport à 2016 | Résultat   |
| --------------- | ---- | ----------- | ----------------------------- | ---------- |
| Dennis Kum Kee  | 588  |             |                               | ballottage |
| Elliot Ali      | 586  |             |                               | ballottage |
| Ieremia Tabai   | 530  |             |                               | ballottage |
| Bonteman Tabera | 482  |             |                               | ballottage |
| Teekoa Iuta     | ?    |             |                               |            |
| Toromon Katua   | ?    |             |                               |            |

2d tour :
| Candidat        | Voix | Pourcentage | Changement par rapport à 2016 | Résultat |
| --------------- | ---- | ----------- | ----------------------------- | -------- |
| Ieremia Tabai   | 640  |             |                               | réélu    |
| Bonteman Tabera | 629  |             |                               | réélu    |
| Dennis Kum Kee  | ?    |             |                               |          |
| Elliot Ali      | ?    |             |                               |          |

Tabiteuea-Nord
| Député sortant | Député sortant     | Parti | Fonctions               | Sortant se représente ? | Élu | Élu                | Parti | Parti au 22 mai | Parti au 22 mai |
| -------------- | ------------------ | ----- | ----------------------- | ----------------------- | --- | ------------------ | ----- | --------------- | --------------- |
|                | Kobebe Taitai      | TK    | ministre de l'Intérieur | oui                     |     | Tarakabu Martin    | KM    |                 | TK              |
|                | Taberannang Timeon | BTK   |                         | oui                     |     | Taberannang Timeon | BTK   |                 | BKM             |

tour unique :
| Candidat           | Voix | Pourcentage | Changement par rapport à 2011 | Résultat        |
| ------------------ | ---- | ----------- | ----------------------------- | --------------- |
| Tarakabu Martin    | 805  |             |                               | élu             |
| Taberannang Timeon | 755  |             |                               | réélu           |
| Kobebe Taitai      | ?    |             |                               | battu (sortant) |

Tabiteuea-Sud
| Député sortant | Député sortant | Parti | Fonctions            | Sortant se représente ? | Élu | Élu         | Parti | Parti au 22 mai | Parti au 22 mai |
| -------------- | -------------- | ----- | -------------------- | ----------------------- | --- | ----------- | ----- | --------------- | --------------- |
|                | Tiitabu Tabane | BTK   | chef de l'Opposition | oui                     |     | Booti Nauan | KM    |                 | TK              |

1er tour :
| Candidat       | Voix | Pourcentage | Changement par rapport à 2016 | Résultat   |
| -------------- | ---- | ----------- | ----------------------------- | ---------- |
| Booti Nauan    | 286  |             |                               | ballottage |
| Tiitabu Tabane | 241  |             |                               | ballottage |
| Teorae Kabure  | 190  |             |                               | ballottage |

2d tour :
| Candidat       | Voix | Pourcentage | Changement par rapport à 2016 | Résultat        |
| -------------- | ---- | ----------- | ----------------------------- | --------------- |
| Booti Nauan    | 315  |             |                               | élu             |
| Tiitabu Tabane | ?    |             |                               | battu (sortant) |
| Teorae Kabure  | ?    |             |                               |                 |

Onotoa
| Député sortant | Député sortant   | Parti | Fonctions                  | Sortant se représente ? | Élu | Élu           | Parti | Parti au 22 mai | Parti au 22 mai |
| -------------- | ---------------- | ----- | -------------------------- | ----------------------- | --- | ------------- | ----- | --------------- | --------------- |
|                | Taneti Maamau    | TK    | président de la République | oui                     |     | Taneti Maamau | TK    |                 | TK              |
|                | Kouraiti Beniato | TK    |                            | oui                     |     | Taiaki Irata  | KM    |                 | TK              |

tour unique :
| Candidat         | Voix | Pourcentage | Changement par rapport à 2016 | Résultat        |
| ---------------- | ---- | ----------- | ----------------------------- | --------------- |
| Taneti Maamau    | 698  |             |                               | réélu           |
| Taiaki Irata     | 415  |             |                               | élu             |
| Kouraiti Beniato | ?    |             |                               | battu (sortant) |

Beru
| Député sortant | Député sortant | Parti | Fonctions              | Sortant se représente ? | Élu | Élu                 | Parti | Parti au 22 mai | Parti au 22 mai |
| -------------- | -------------- | ----- | ---------------------- | ----------------------- | --- | ------------------- | ----- | --------------- | --------------- |
|                | England Iuta   | BTK   |                        | oui                     |     | England Iuta        | BTK   |                 | BKM             |
|                | Tetabo Nakara  | TK    | ministre des Pêcheries | oui                     |     | Batoromaio Kiritian | KM    |                 | BKM             |

1er tour :
| Candidat            | Voix | Pourcentage | Changement par rapport à 2016 | Résultat        |
| ------------------- | ---- | ----------- | ----------------------------- | --------------- |
| England Iuta        | 728  |             |                               | réélu           |
| Batoromaio Kiritian | 586  |             |                               | élu             |
| Tetabo Nakara       | ?    |             |                               | battu (sortant) |
| James Teriba        | ?    |             |                               |                 |
| Teunroko Anruuti    | ?    |             |                               |                 |

Nikunau
| Député sortant | Député sortant   | Parti | Fonctions            | Sortant se représente ? | Élu | Élu               | Parti | Parti au 22 mai | Parti au 22 mai |
| -------------- | ---------------- | ----- | -------------------- | ----------------------- | --- | ----------------- | ----- | --------------- | --------------- |
|                | Rimeta Beniamina | BTK   |                      | oui                     |     | Ribanataake Tiwau | KM    |                 | TK              |
|                | Tauanei Marea    | TK    | ministre de la Santé | oui                     |     | Tauanei Marea     | TK    |                 | TK              |

1er tour :
| Candidat          | Voix | Pourcentage | Changement par rapport à 2016 | Résultat   |
| ----------------- | ---- | ----------- | ----------------------------- | ---------- |
| Ribanataake Tiwau | 415  |             |                               | ballottage |
| Tauanei Marea     | 379  |             |                               | ballottage |
| Rimeta Beniamina  | 350  |             |                               | ballottage |
| Ngutu Awira       | 275  |             |                               | ballottage |
| Matana Anterea    | ?    |             |                               |            |

2d tour :
| Candidat          | Voix | Pourcentage | Changement par rapport à 2016 | Résultat        |
| ----------------- | ---- | ----------- | ----------------------------- | --------------- |
| Ribanataake Tiwau | 390  |             |                               | élu             |
| Tauanei Marea     | 436  |             |                               | élu             |
| Rimeta Beniamina  | ?    |             |                               | battu (sortant) |
| Ngutu Awira       | ?    |             |                               |                 |

Tamana
| Député sortant | Député sortant | Parti | Fonctions | Sortant se représente ? | Élu | Élu            | Parti | Parti au 22 mai | Parti au 22 mai |
| -------------- | -------------- | ----- | --------- | ----------------------- | --- | -------------- | ----- | --------------- | --------------- |
|                | Teekeua Tarati | TK    |           | oui                     |     | Tekeeua Tarati | TK    |                 | TK              |

tour unique :
| Candidat       | Voix | Pourcentage | Changement par rapport à 2016 | Résultat |
| -------------- | ---- | ----------- | ----------------------------- | -------- |
| Tekeeua Tarati | 384  |             |                               | élu      |
| Tenoa Betene   | ?    |             |                               |          |

Arorae
| Député sortant | Député sortant | Parti | Fonctions | Sortant se représente ? | Élu | Élu          | Parti | Parti au 22 mai | Parti au 22 mai |
| -------------- | -------------- | ----- | --------- | ----------------------- | --- | ------------ | ----- | --------------- | --------------- |
|                | Teima Onorio   | BTK   |           | oui                     |     | Teima Onorio | BTK   |                 | BKM             |

tour unique :
| Candidat      | Voix | Pourcentage | Changement par rapport à 2016 | Résultat |
| ------------- | ---- | ----------- | ----------------------------- | -------- |
| Teima Onorio  | 275  |             |                               | réélue   |
| Ioane Tanieru | ?    |             |                               |          |

Banaba
| Député sortant | Député sortant  | Parti | Fonctions | Sortant se représente ? | Élu | Élu             | Parti | Parti au 22 mai | Parti au 22 mai |
| -------------- | --------------- | ----- | --------- | ----------------------- | --- | --------------- | ----- | --------------- | --------------- |
|                | Tibanga Taratai | KM    |           | oui                     |     | Tibanga Taratai | KM    |                 | BKM             |

unique tour :
| Candidat        | Voix | Pourcentage | Changement par rapport à 2016 | Résultat |
| --------------- | ---- | ----------- | ----------------------------- | -------- |
| Tibanga Taratai | 127  |             |                               | réélu    |
| Eribati Totibau | ?    |             |                               |          |

Kiritimati
| Député sortant | Député sortant  | Parti | Fonctions                                                         | Sortant se représente ? | Élu | Élu             | Parti | Parti au 22 mai | Parti au 22 mai |
| -------------- | --------------- | ----- | ----------------------------------------------------------------- | ----------------------- | --- | --------------- | ----- | --------------- | --------------- |
|                | Mikarite Temari | TK    | ministre du Développement des îles de la Ligne et des îles Phœnix | oui                     |     | Mikarite Temari | TK    |                 | TK              |
|                | Jacob Teem      | KM    |                                                                   | oui                     |     | Jacob Teem      | KM    |                 | BKM             |
|                | Kirata Temamaka | BTK   |                                                                   | oui                     |     | Bakaia Kiabo    | KM    |                 | BKM             |

1er tour :
| Candidat          | Voix  | Pourcentage | Changement par rapport à 2011 | Résultat   |
| ----------------- | ----- | ----------- | ----------------------------- | ---------- |
| Mikarite Temari   | 1 643 |             |                               | ballottage |
| Jacob Teem        | 1 434 |             |                               | ballottage |
| Bakaia Kiabo      | 1 256 |             |                               | ballottage |
| Kirata Temamaka   | 1 034 |             |                               | ballottage |
| Kataebati Bataua  | 694   |             |                               | ballottage |
| Inatio Tanentoa   | ?     |             |                               |            |
| Kabure Temariti   | ?     |             |                               |            |
| Kataebati Bataua  | ?     |             |                               |            |
| Nancy Mikaere     | ?     |             |                               |            |
| Ngaruenga Tianere | ?     |             |                               |            |
| Ruto Bangaro      | ?     |             |                               |            |
| Taburea Tomataake | ?     |             |                               |            |

2d tour :
| Candidat         | Voix | Pourcentage | Changement par rapport à 2011 | Résultat        |
| ---------------- | ---- | ----------- | ----------------------------- | --------------- |
| Mikarite Temari  | ?    |             |                               | réélu           |
| Jacob Teem       | ?    |             |                               | réélu           |
| Bakaia Kiabo     | ?    |             |                               | élu             |
| Kirata Temamaka  | ?    |             |                               | battu (sortant) |
| Kataebati Bataua | ?    |             |                               |                 |

Tabuaeran
| Député sortant | Député sortant    | Parti | Fonctions | Sortant se représente ? | Élu | Élu               | Parti | Parti au 22 mai | Parti au 22 mai |
| -------------- | ----------------- | ----- | --------- | ----------------------- | --- | ----------------- | ----- | --------------- | --------------- |
|                | Tekiau Aretaateta | KM    |           | oui                     |     | Tekiau Aretaateta | KM    |                 | BKM             |
|                | Tewaaki Kobwae    | KM    |           | oui                     |     | Tewaaki Kobwae    | KM    |                 | BKM             |

unique tour :
| Candidat         | Voix | Pourcentage | Changement par rapport à 2016 | Résultat |
| ---------------- | ---- | ----------- | ----------------------------- | -------- |
| Tekiau Aretateta | 510  |             |                               | réélu    |
| Tewaaki Kobwae   | 483  |             |                               | réélu    |
| Edwin Baraniko   | ?    |             |                               |          |
| Teakin Iakobwa   | ?    |             |                               |          |
| Teraawati Kinta  | ?    |             |                               |          |

Teraina
| Député sortant | Député sortant | Parti | Fonctions | Sortant se représente ? | Élu | Élu             | Parti | Parti au 22 mai | Parti au 22 mai |
| -------------- | -------------- | ----- | --------- | ----------------------- | --- | --------------- | ----- | --------------- | --------------- |
|                | vacant         |       |           | n/a                     |     | Nantongo Timeon | KM    |                 | BKM             |

unique tour :
| Candidat            | Voix | Pourcentage | Changement par rapport à 2016 | Résultat |
| ------------------- | ---- | ----------- | ----------------------------- | -------- |
| Nantongo Timeon     | 506  |             |                               | élu      |
| Kalaia Teatoi       | ?    |             |                               |          |
| Rerekannang Terakau | ?    |             |                               |          |

## Sélection des candidats à la présidentielle
La nouvelle assemblée se réunit pour la première fois le 22 mai. Tangariki Reete, membre du BTK et ancienne ministre des Femmes, de la Jeunesse et des Affaires sociales, battue dans sa circonscription de Betio à ces élections législatives, est la candidate de l'opposition pour la présidence du Parlement. Elle est élue à cette fonction avec 25 voix contre 19 pour le président de l'assemblée sortante, Tebuai Uaai, soutenu par le parti Tobwaan Kiribati.
Le même jour, les députés sélectionnent deux candidats ainsi autorisés à se présenter à l'élection présidentielle qui se tiendra le 22 juin : le président sortant Taneti Maamau (Tobwaan Kiribati) et Banuera Berina, candidat de l'opposition. Taneti Maamau est réélu avec 59,3 % des voix.
Ayant remporté peu de sièges pour son parti Tobwaan Kiribati aux élections législatives, le président Maamau fait la part belle à des députés élus sous les couleurs de l'opposition, et notamment du parti Kiribati d'abord, lorsqu'il nomme son nouveau gouvernement début juillet,.

## Suites
David Christopher, le représentant nommé au Parlement par le Conseil de l'île de Rabi, meurt le 26 février 2022.
Shiu Fung Jong, députée d'opposition de Tarawa-Sud, meurt en juin 2023. Tebuai Uaai, candidat de la majorité, remporte l'élection partielle pour lui succéder.